# 鬼乡
《鬼乡》（韓語：귀향）（又名归乡）是2016年由导演赵正莱制作的一部韩国纪录片，于2016年2月24日在韩国发行。该电影曾因为财务问题暂停过多次，但经由七万多人的众筹，募集了足够资金。随后，由于缺乏院线的支持，上映日期也多次推迟。然而，人们提前订票，并在社交网络相互宣传，让这部电影得以在更多的院线上映。
该片以韩国慰安妇为原型，描述了1943年朝鲜半岛被日本占领时期，14岁少女正敏和16岁的英熙以及一群年龄相仿的女孩们被日军强行带走后成为随军慰安妇的悲惨遭遇。

## 演員表
- 姜霞娜（朝鲜语：강하나 (배우)）：飾演 靜敏
- 崔里：飾演 恩敬
- 孫淑（朝鲜语：손숙）：飾演 英玉（少年英姬）
- 徐美智（朝鲜语：서미지）：飾演 英姬
- 鄭仁基：飾演 靜敏的父親
- 吳智惠（朝鲜语：서미지）：飾演 靜敏的母親
- 車順亨（朝鲜语：차순형）：飾演 吉米
- 金詩恩（朝鲜语：김시은 (1987년)）：飾演 芬淑
- 白水蓮（朝鲜语：백수련）：飾演 宋熙
- 李勝鉉（朝鲜语：이승현 (배우)）：飾演 田中